# 加伊 (諾夫哥羅德-謝韋爾斯基區)
52°18′11″N 33°16′56″E / 52.30306°N 33.28222°E
加伊（烏克蘭語：Гай），是烏克蘭的村落，位於該國北部切爾尼戈夫州，由諾夫哥羅德-謝韋爾斯基區負責管轄，始建於1600年，面積0.18平方公里，海拔高度143米，2001年人口20。